# 奋斗乡 (孙吴县)
奋斗乡，是中华人民共和国黑龙江省黑河市孙吴县下辖的一个乡镇级行政单位。

## 行政区划
奋斗乡下辖以下地区：
靠山村、估河村、七里屯村、新业村、大架子村、奋斗村、锈河村、十八里村、小架子村和阿象山村。